# Середня школа Massillon Washington
40°47′34″ пн. ш. 81°30′10″ зх. д. / 40.7927° пн. ш. 81.5029° зх. д.
Вашингтонська середня школа, яку зазвичай називають Massillon High School або Massillon Washington High School, є загальноосвітньою школою з 9 по 12 клас у шкільному окрузі міста Массілон у місті Массілон, штат Огайо.
Шкільні кольори помаранчевий і чорний, а шкільні спортивні команди відомі як «Тигри Массійона».

## Історія
Оригінальна середня школа Вашингтона була побудована в 1913 році і раніше знаходилася на розі Оук і 1-ї вулиці на південний схід у центрі Массійона. Нинішня Вашингтонська середня школа була побудована в 1992 році поруч зі стадіоном Paul Brown Tiger.

## Інтернет-ресурси
- School website
- Massillon City School District
- Massillon Tigers Football History
- Tiger Swing Band